# Check It Out! with Dr. Steve Brule
Check It Out! with Dr. Steve Brule è una serie televisiva statunitense del 2010, creata da John C. Reilly, Tim Heidecker e Eric Wareheim. 
Originata dal segmento Brule's Rules di Tim and Eric Awesome Show, Great Job!, la serie parodia i programmi televisivi ad accesso pubblico degli anni '80 e segue il Dott. Steve Brule mentre esamina i diversi aspetti della vita. La sua estrema ingenuità patologica generalmente lo mettono in situazioni imbarazzanti, anche se rimane in gran parte all'oscuro di tutto ciò che sta causando. 
La serie è stata trasmessa per la prima volta negli Stati Uniti su Adult Swim dal 16 maggio 2010 al 29 luglio 2016, per un totale di 24 episodi ripartiti su quattro stagioni. 

## Trama
Il programma segue i pensieri di Brule e di come egli esamina differenti aspetti della vita. La sua grave ingenuità e il suo disagio sociale lo atterra in situazioni imbarazzanti, anche se rimane in gran parte ignorante. Ogni episodio inizia con una poesia o una lirica di pertinenza del soggetto dello show. Col progredire della serie, si rivelano dei dettagli scioccanti e talvolta terrificanti sul suo passato e sulla sua vita personale, come ad esempio la madre che rivela di aver avvelenato il suo cibo quando era bambino. 

## Episodi
| Stagione         | Episodi | Prima TV USA | Prima TV Italia |
| ---------------- | ------- | ------------ | --------------- |
| Prima stagione   | 6       | 2010         | inedita         |
| Seconda stagione | 6       | 2012         | inedita         |
| Terza stagione   | 6       | 2014         | inedita         |
| Quarta stagione  | 6       | 2016         | inedita         |
| Speciali         | 1       | 2017         | inedito         |

## Personaggi e interpreti

### Personaggi principali
- Dr. Steve Brule (stagioni 1-4), interpretato da John C. Reilly.

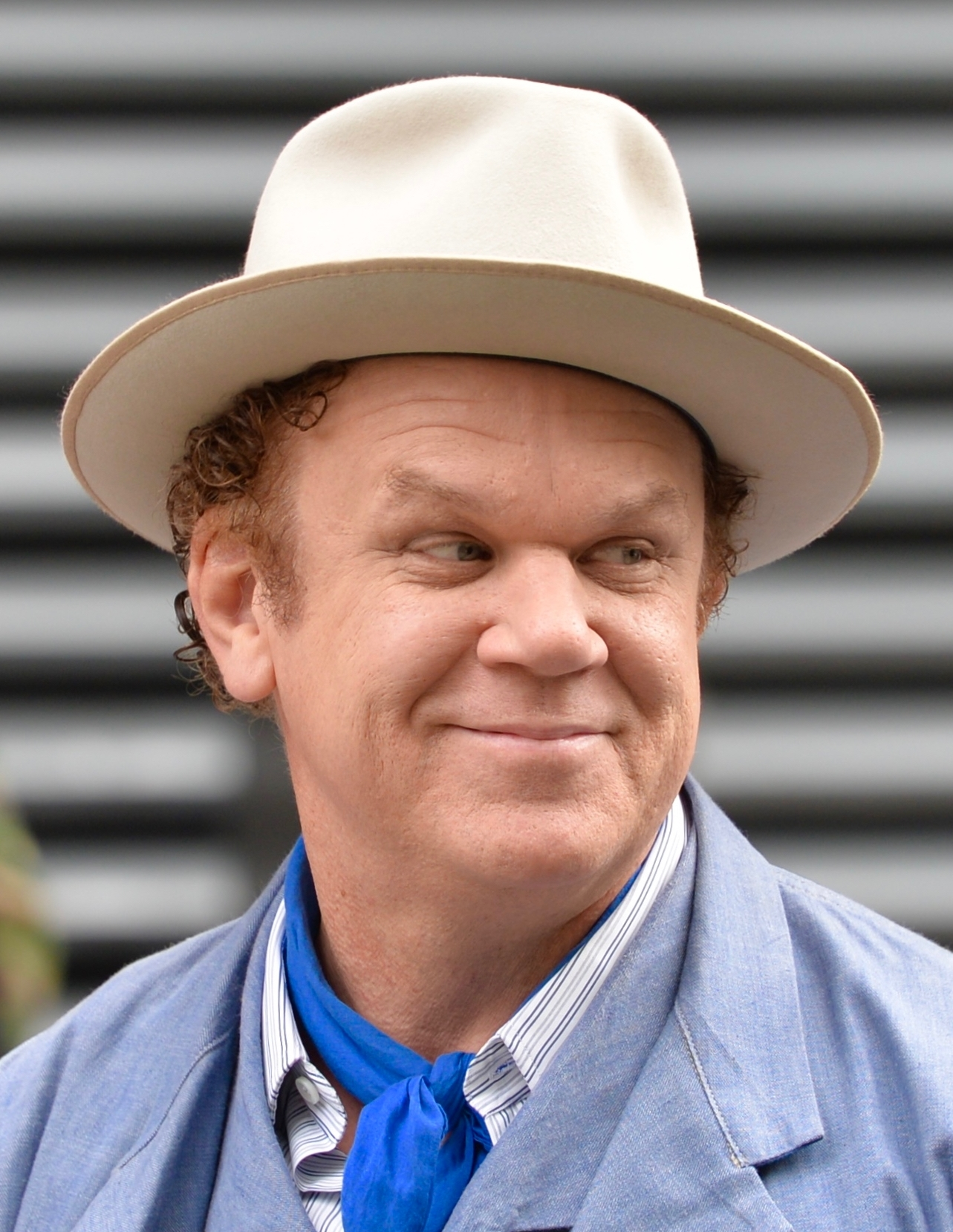
John C. Reilly al Toronto International Film Festival nel 2018

### Personaggi ricorrenti
- Doris Pringle-Brule-Salahari (stagioni 1-4), interpretata da Nancy Munoz.
- Carol Krabbit (stagioni 1-4), interpretata da Carol Kraft.
- Doug Prishpreed (stagioni 1-4), interpretato da Doug Foster.
- Scott Clam (stagioni 3-4), interpretato da Scott Stewart.
- Terry Bruge-Hiplo (stagioni 1-4), interpretato da Robert Axelrod.
- Wayne e Jan Skylar (stagioni 1-3), interpretati da Eric Wareheim e Tim Heidecker.
- Hippy Joel (stagioni 1-4), interpretato da Bill Carey.
- Denny (stagioni 1-4), interpretato da Albert Hartfeld.
- David Liebe Hart (stagioni 1-4), interpretato da David Liebe Hart.
- Brown (stagioni 2-4), interpretato da Danny Allen.
- Pablo Myers (stagioni 2-4), interpretato da Pablo Pumphrey.
- Ron Don Volante (stagioni 2-3), interpretato da Ron Don Volante.
- Susan Brule (stagioni 1-3), interpretata da Rae Sunshine Lee.

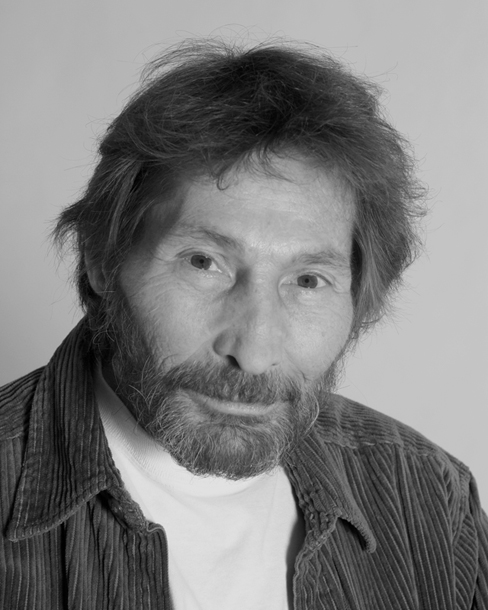
Robert Axelrod al Tsubasacon nel 2008
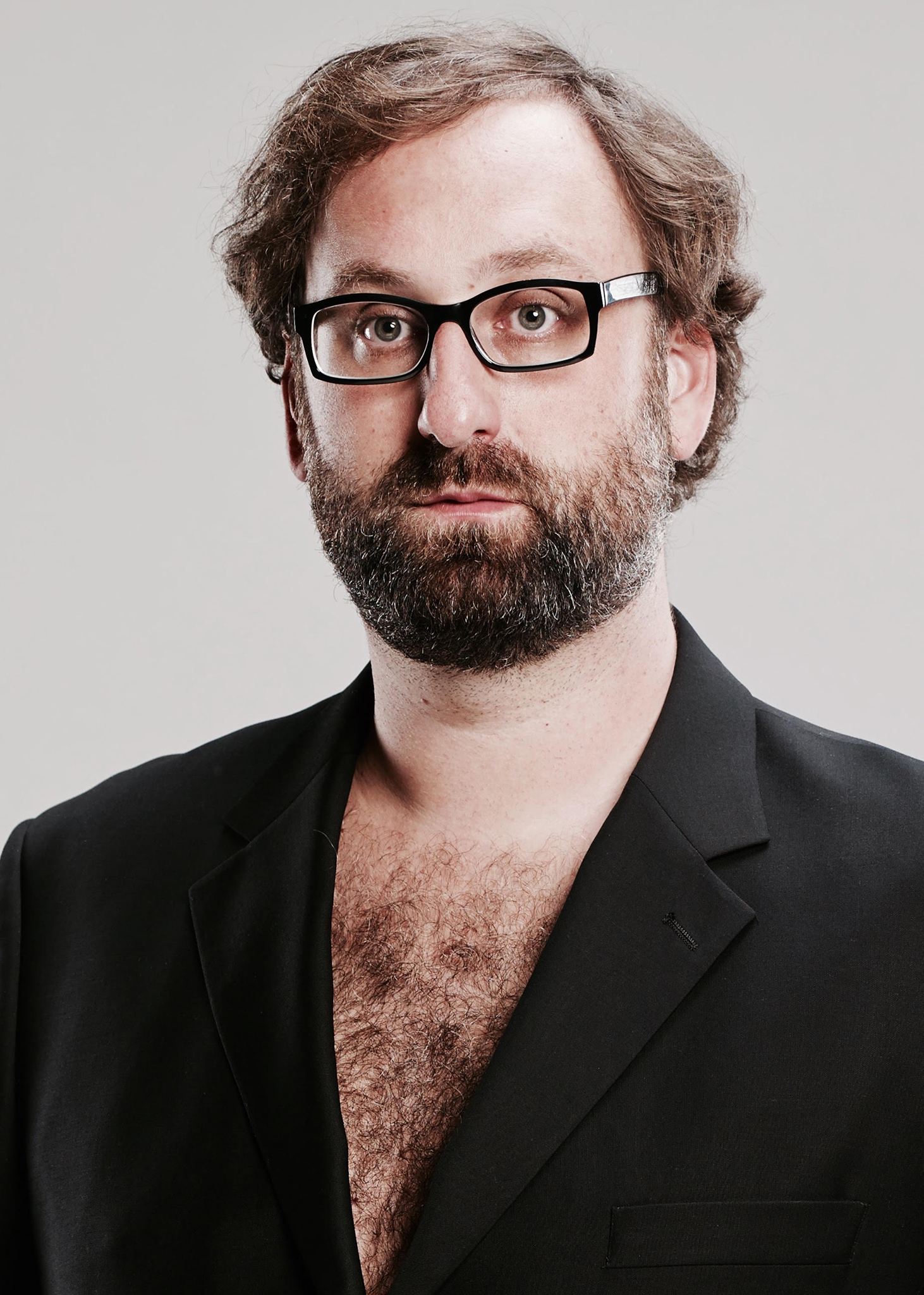
Eric Wareheim nel 2022
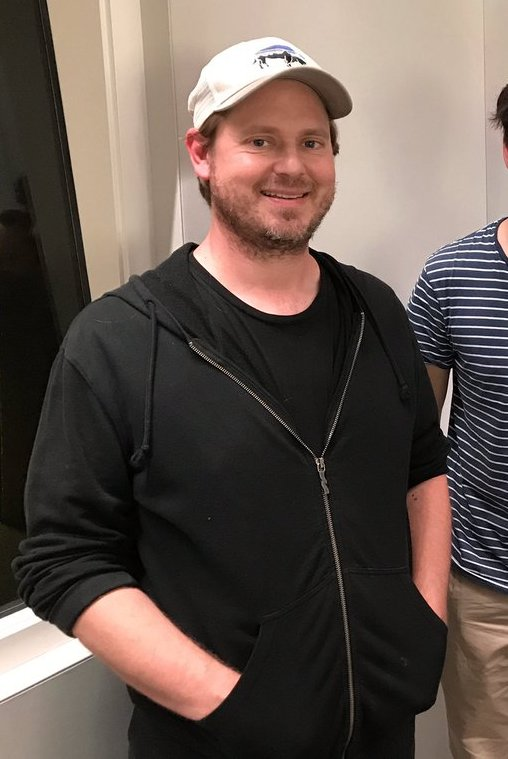
Tim Heidecker nel 2017
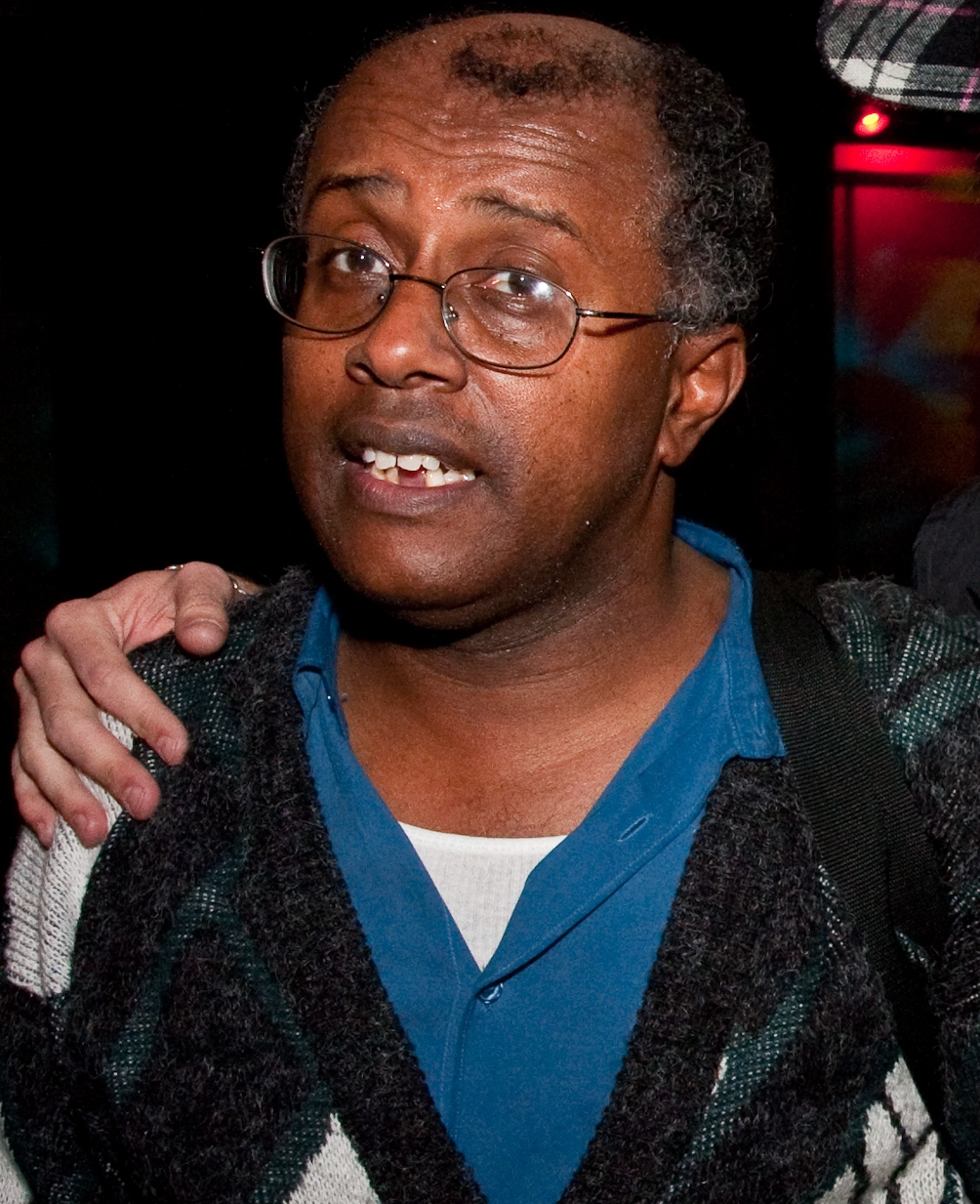
David Liebe Hart nel 2009

## Produzione

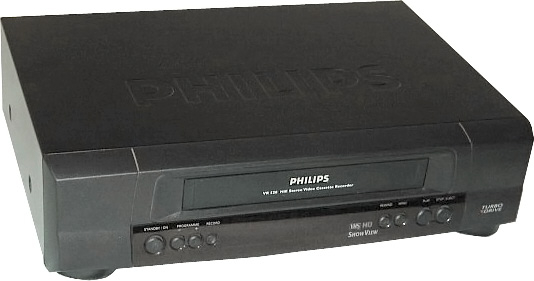
Per simulare la scarsa qualità del video, gli editori montano i filmati attraverso un vecchio videoregistratore.

Secondo Tim Heidecker, comico nonché produttore esecutivo della serie, Reilly intervista persone reali che esprimono reazioni reali. Heidecker ha dichiarato poi che gran parte dei dialoghi di Brule sono improvvisati. Durante un'intervista per il periodico Esquire è stata chiesta l'esperienza di Reilly nello show ma lui non ha voluto approfondire, affermando "Il mio personaggio sarebbe stato più interessante se lasciato un po' più misterioso". Per ottenere la qualità artefatta del video, il cast converte i filmati attraverso un vecchio videoregistratore.